# Stoof (Einheit)
Stoof, auch Stof oder Stoop, war ein Volumenmaß in Livland und Preußen. 
Das Maß war regional unterschiedlich und wurde seit 1745 vorrangig für Flüssigkeiten (Wein) verwendet. In den baltischen Regionen wurde das Maß erneuert und als neuer Stoof 1833 eingeführt. 
Das Verhältnis von altem und neuem Stoof war 1,3053 Liter zu 1,2752 Liter. Das Maß war bis 1845 gültig und wurde dann von russischen Maßen und Gewichten in den Ostseeprovinzen ersetzt. 
Der Stoof war die Grundlage für den Pegel- oder Visierstoof.
Ein ähnliches Maß in den Niederlanden und Schweden war das Stoop, Stoov oder Stübchen. Seine Volumengröße war von mehr als 1 Liter bis etwas über 3 Liter.
- 6 Stoof = 1 Viertel
- 12 Stoof = 1 Kulmet/Küllmet (Reval) = 662 ⅔ Pariser Kubikzoll = 13 ⅛ Liter
- 2 ½ Stoof (gehäuft) oder 3 ⅓ Stoof (gestrichen) = 547 ½ Pariser Kubikzoll = 10 17/20 Liter = 10,85 Liter (Werte als Getreidemaß in Riga)
- 30 Stoof = 1 Anker
- 120 Stoof = 1 Ohm; bei Bier und Branntwein waren 130 Stoof = 1 Ohm
- 180 Stoof = 1 Oxhoft = 1 ½ Ohm = 6 Anker = 720 Quartier = 256 2/3 Liter (Narva)
- 720 Stoof = 1 Fuder
- Culm (Westpreußen)
  - 1 Stoof = 70 Pariser Kubikzoll = 1 2/5 Liter = 1,40 Liter
- Danzig
  - 1 Stoof = 86 Pariser Kubikzoll = 1 7/10 Liter = 1,70 Liter
- Königsberg
  - 1 Stoof = 72 Pariser Kubikzoll = 1 17/40 Liter = 1,425 Liter
- Russisches Kaiserreich
  - 1 Stoof = 1⁄10 Wedro = 65 Pariser Kubikzoll = 1 7/25 Liter = 1,28 Liter
- Reval
  - 1 Stoof = 60 Pariser Kubikzoll = 1 1/5 Liter = 1,20 Liter

Beim Ölhandel wurde nach Gewicht gerechnet. 
- - 1 (Öl-)Stoof = 596 Gramm entsprach 2,5 estländischen Pfund
- Riga
  - 1 Stoof = 61 Pariser Kubikzoll = 1 1/5 Liter = 1,20 Liter